# ヌルプム体操
ヌルプム体操（ヌルプムたいそう、朝鮮語: 늘품체조/늘품體操）は、韓国における、国民の体力向上と健康の保持や増進を目的とした一般向けの体操のこと。

## 概要
有名スポーツトレーナーのチョン・アルムが考案し、スポーツ開発院が開発していたコリア体操から差し替える形で、2014年11月に国民体操として発表された。約3億5000万ウォンの政府予算がつぎこまれ、朴槿恵大統領も試演してPRするなど鳴り物入りでお披露目されたが、朝鮮放送は「知っている人もやってる人も皆無」としている。